# Pseudophoxinus egridiri
Pseudophoxinus egridiri är en fiskart som först beskrevs av Stanko Karaman 1972.  Pseudophoxinus egridiri ingår i släktet Pseudophoxinus och familjen karpfiskar. IUCN kategoriserar arten globalt som akut hotad. Inga underarter finns listade i Catalogue of Life.